# Anthony Chiffre
 (août 2025).
Anthony Chiffre, né le 26 février 1993 à Perpignan, est un militant associatif français, engagé dans la sécurité civile, et homme politique.

## Biographie
Il commence comme secouriste bénévole à la Croix-Rouge française (2009), puis à l’UMPSA, à l’ANPS, à l’UDPS et à la Protection civile à Perpignan. En 2019, il fonde la **Fédération nationale des unités mobiles de premiers secours et d’assistance (FN-UMPSA)**.
La même année, il reçoit une distinction pour son implication dans la sécurité civile.

## Parcours politique
En 2021, il crée le mouvement **Rassemblement France libre (RFL)**.
Il est candidat aux élections législatives de 2022 (circonscription à préciser selon sources).  
En 2023, il se présente aux élections sénatoriales (département à préciser selon sources).

## Résultats électoraux
| Année | Élection     | Département / circonscription | Résultat     |
| ----- | ------------ | ----------------------------- | ------------ |
| 2022  | Législatives | …                             | … voix (… %) |
| 2023  | Sénatoriales | …                             | … voix (… %) |